# برناردو دي غالفيز، الفيكونت الأول لغالفستون
كان برناردو دي غالفيز، الفيكونت الأول لغالفستون، الكونت الأول لغالفيز (ولد 23 يوليو 1746، وتوفي 30 نوفمبر 1786) قائدًا عسكريًا إسبانيًا ومسؤولًا عن المستعمرات، وخدم حاكمًا استعماريًا للويزيانا الإسبانية وكوبا، وفي وقتٍ لاحق عُيِّن بمنصب نائب ملك إسبانيا الجديدة.
ساعد غالفيز فرنسا والدولة التي شُكّلت حديثًا، الولايات المتحدة الأمريكية، في الحرب الدولية ضد بريطانيا (حرب الاستقلال الأمريكية)، وهزم البريطانيين في حصار بينساكولا (1781) واحتل غرب فلوريدا. في أعقاب حملة غالفيز العسكرية الناجحة، أُعيدت فلوريدا بأكملها إلى إسبانيا وفق معاهدة باريس. قضى العامين الأخيرين من حياته في منصب نائب الملك لإسبانيا الجديدة، خلفًا لوالده ماتياس دي غالفيز دي غالاردو. سميت مدينة غالفستون بولاية تكساس من بعده.
غالفيز هو واحد من ثمانية أشخاص فقط حصلوا على المواطنة الفخرية للولايات المتحدة.

## نشأته والخدمة العسكرية
وُلد برناردو دي غالفيز في قرية ماتشارافيايا، وهي قرية جبلية في مقاطعة مالقة في إسبانيا، في 23 يوليو 1746. درس العلوم العسكرية في أكاديمية آبلة، وكان في سن السادسة عشرة عندما شارك في الغزو الإسباني للبرتغال، والذي انتهى بعد أن استولى الإسبان على «الميدا». وفي أعقاب الصراع ترقّى إلى رتبة ملازم. وصل إلى المكسيك، التي كانت آنذاك جزءًا من إسبانيا الجديدة، في عام 1769. ثم رُقّي لرتبة نقيب وحارب شعب الأباتشي، مع حلفائه الهنود في أوباتا. أصيب بجروح كثيرة وكان العديد منها بحالة حرجة. وفي عام 1770، رُقّي إلى قائد مجموعة في نويفا فيزكايا وولاية سونورا، في المقاطعات الشمالية لإسبانيا الجديدة.
في عام 1772، عاد غالفيز إلى إسبانيا بصحبة عمه خوسيه دي غالفيز. وأُرسِلَ في وقتٍ لاحق إلى بلدة «بو» في فرنسا، حيث خدم مع فوج كانتابريا الملكي، وحدة من النخبة الفرنسية الإسبانية، لمدة ثلاث سنوات. تعلّم هناك اللغة الفرنسية، والتي ساعدته بشكلٍ جيد عندما أصبح حاكم لويزيانا. نُقِلَ إلى إشبيلية في عام 1775، ثم شارك في رحلة أليخاندرو أورايلي المشؤومة لغزو الجزائر. أصيب غالفيز بجروح خطيرة خلال أداء واجبه عندما هاجمت القوات الإسبانية القلعة التي كانت تحرس المدينة؛ عين لاحقًا أستاذًا في الأكاديمية العسكرية في آبلة وترقّى إلى رتبة مُقدم، وإلى كولونيل عام 1776.

## حاكم ولاية لويزيانا الإسبانية
في 1 يناير 1777، أصبح برناردو دي غالفيز حاكمًا جديدًا لمقاطعة لويزيانا الفرنسية سابقًا، وهي المنطقة الواسعة التي أصبحت فيما بعد هدفًا لصفقة لويزيانا. كانت مملكة فرنسا قد تنازلت عنها لإسبانيا ظاهريًا في عام 1762، كتعويض عن خسارة مملكة بريطانيا العظمة لفلوريدا، عندما شاركت إسبانيا في وقت متأخر من حرب السنوات السبع للدخول في معركة على الجانب الفرنسي. وفي عام 1779 ترقّى إلى رتبة قائد لواء.
في نوفمبر من عام 1777، تزوج غالفيز من ماري فيتيكيه دو سان ماكسان دي إستريهان، الابنة الكريولية لغيلبرت أنطوان دي سان ماكسنت والأرملة الشابة لابن جين بابتيست دي إستريهان. هذا الزفاف من ابنة الفرنسي والكريول إليزابيث لاروش فاز بجائزة غالفيز للسكان المحليين الكريولين. كان لديهما ثلاثة أطفال، ميغيل وماتيلد وغوادالوب.
اتّبع غالفيز سياسة معادية لبريطانيا عندما كان حاكمًا، واتخذ إجراءات ضد تهريب البريطانيين وتشجيع التجارة مع فرنسا. أضر بالمصالح البريطانية في المنطقة وأبقاها مفتوحة أمام الإمدادات للوصول إلى جيش جورج واشنطن. أسس مدينة غالفيز في عام 1779، وروج لاستعمار نيو أيبيريا، ووطّد تجارة حرة مع كوبا وولاية يوكاتان. سُمّي شارع غالفيز في نيو أورلينز تكريمًا له.

## الحرب الثورية الأمريكية
في ديسمبر 1776، قرر ملك إسبانيا كارلوس الثالث أن المساعدة السرية للولايات المتحدة ستكون مفيدة من الناحية الاستراتيجية، لكن إسبانيا لم تدخل في تحالف رسمي مع الولايات المتحدة. وفي عام 1777، أرسل خوسيه دي غالفيز -المُعين حديثًا وزيرًا لمجلس جزر الهند- ابن أخته برناردو دي غالفيز، إلى نيو أورلينز حاكمًا على لويزيانا مع توجيهات لضمان صداقة الولايات المتحدة. وفي 20 فبراير 1777، أمر وزراء الملك الإسباني في مدريد سرًا غالفيز ببيع الأمريكيين الذين هم في أمس الحاجة إلى الإمدادات. حاصر البريطانيون الموانئ الاستعمارية للمستعمرات الثلاثة عشرة، وبالتالي كان الطريق من نيو أورلينز إلى نهر المسيسيبي بديلًا فعالًا. عمل غالفيز مع الوطنيّ الأمريكي أوليفر بولوك، لشحن البارود والمَسكِيْت (بندقية قديمة الطراز) والزي الرسمي والأدوية وغيرها من الإمدادات إلى الثوار الأمريكيين.
على الرغم من أن إسبانيا لم تنضم بعد إلى القضية الأمريكية، عندما شنّ الأمريكيون غارة بقيادة جيمس ويلينغ في نيو أورلينز وسيطروا على العديد من السفن البريطانية التي استولوا عليها كغنائم، رفض غالفيز انقلاب الأمريكيين على البريطانيين. وفي عام 1779، استولت القوات الإسبانية بقيادة غالفيز على مقاطعة غرب فلوريدا، التي عرفت فيما بعد باسم أبرشيات فلوريدا من قبل البريطانيين. كان دافع إسبانيا هو فرصة لاستعادة الأراضي التي فقدوها بسبب البريطانيين ولا سيما فلوريدا، وإزالة التهديد البريطاني المستمر.
في 21 يونيو 1779، أعلنت إسبانيا الحرب رسميًا على بريطانيا العظمى. وفي 25 يونيو، أُرسلت رسالة سرية وخاصّة من لندن إلى الجنرال جون كامبل في بينساكولا من الملك جورج الثالث واللورد جورج غيرمان. تلقى كامبل تعليمات بالأهمية البليغة لمكان تنظيم الهجوم على نيو أورلينز. إذ اعتقد كامبيل أنه كان من الممكن تقليص الحصار الإسباني على نيو أورلينز، فقد أصدر أوامره بالقيام بالتجهيزات على الفور. شملت هذه الإجراءات ضمان نائب الأميرال السير بيتر باركر لأكبر عدد ممكن من السفن المقاتلة في أسطول جامايكا، وجمع كل القوات التي يمكن تجميعها في الميدان، وتجنيد أكبر عدد ممكن من الهنود المخلصين التي يمكن أن يؤمنهم المشرف، وبالاعتماد على خزينة صاحب الجلالة من خلال مفوضي اللوردات لدفع النفقات. باعتباره تطورًا مؤسفًا لمصير كامبل، والذي رُسِمَ طوال حياته المهنية، فقد وقعت الرسالة السرية بين يدي غالفيز. بعد قراءة المراسلات من الملك جورج الثالث وغيرمان، قام غالفيز حاكم لويزيانا بتنظيمها ونيو أورلينز للحرب بسرعة وبشكل سري.
نفذ غالفيز حملة عسكرية بارعة وهزم القوات الاستعمارية البريطانية في حصن بوت وباتون روج وناتشيز في عام 1779. خاض معركة باتون روج، في 21 سبتمبر 1779، وحرر وادي ميسيسيبي السفلي من القوات البريطانية وخفف من تهديد العاصمة لويزيانا ونيو أورلينز. وفي مارس 1780، استعاد موبيل من البريطانيين في معركة الحصن شارلوت.
حدث النصر العسكري الأكثر أهمية الذي حققه غالفيز على القوات البريطانية في 8 مايو 1781، عندما هاجم وسيطر على بينساكولا برا وبحرًا، العاصمة البريطانية (والإسبانية سابقًا) لغرب فلوريدا من الجنرال جون كامبل من ستراشور. وكبد البريطانين خسائر في موبيل وبينساكولا وحرمهم من القواعد على طول ساحل الخليج. وفي عام 1782، استولت القوات التابعة للقيادة العامة لغالفيز على القاعدة البحرية البريطانية في ناسو في جزيرة نيو بروفيدانس في جزر البهاما. كان غاضبًا من استمرار العملية رغم أوامره بالإلغاء، وأمر باعتقال وسجن قائد الحملة فرانسيسكو دي ميراندا مساعد معسكر جوان مانويل كاجيغال. عزا ميراندا في وقتٍ لاحق هذا الإجراء من جانب غالفيز إلى الغيرة من نجاح كاجيغال.
حصل غالفيز على العديد من الأوسمة من إسبانيا على انتصاراته العسكرية ضد البريطانيين، بما في ذلك الترقية إلى رتبة فريق ورتبة مارشال، ومنصب الحاكم والقائد العام في لويزيانا وفلوريدا (المنفصلتان الآن عن كوبا)، وقيادة حملة الجيش الإسباني في أمريكا، وألقاب الفيكونت في غالفزتاون وكونت غالفيز.
انتهت الحرب الثورية الأمريكية بينما كان غالفيز يستعد لحملة جديدة للاستيلاء على جامايكا. كانت أهمية حملة غالفيز من المنظور الأمريكي هي حرمان البريطانيين من الفرصة لتطويق المتمردين الأمريكيين من الجنوب، وفتح قناة حيوية للإمدادات. كما ساعد غالفيز الثوار الأمريكيين في الإمدادات والجنود، ومعظمهم من خلال أوليفر بولوك، الذي تلقى منه معلومات استخبارية حربية عن البريطانيين في غرب فلوريدا. وجد غالفيز أنه من المناسب لفرنسا وإسبانيا لدفع قضية الثوريين الأمريكيين؛ أدى نجاحه العسكري إلى إدراج أحكام في «سلام باريس» (1783) التي عادت رسميًا إلى فلوريدا، والمقسمة الآن إلى مقاطعتين، شرق وغرب فلوريدا إلى إسبانيا. اعترفت المعاهدة بالاستقلال السياسي للمستعمرات البريطانية السابقة في الشمال، وتوقيعها أنهى حربها مع البريطانيين.